# The New Tango
Albums de Astor Piazzolla et Gary Burton
Tango: Zero Hour
(1986) Sur (BO)
(1988)
The New Tango est un album de concert enregistré par Astor Piazzolla et Gary Burton en juillet 1986 au  festival de jazz de Montreux , et publié en 1987. Il est inclus dans Les 1001 albums qu'il faut avoir écoutés dans sa vie.

## Genèse de l'album
Cet album est le fruit de la rencontre artistique entre le leader du tango nuevo, Astor Piazzolla, et un virtuose du vibraphone, Gary Burton. Les deux musiciens ont seulement répété trois fois avant la performance enregistrée.

## Pistes de l'album
|    | Titre                              | Auteurs)        | Longueur |
| -- | ---------------------------------- | --------------- | -------- |
| 1. | La milonga arrive                  | Astor Piazzolla | 12:06    |
| 2. | Vibraphonissimo                    | Sur la place    | 6:25     |
| 3. | Petite Italie 1930                 | Sur la place    | 8:48     |
| 4. | Nuevo Tango                        | Sur la place    | 5:39     |
| 5. | Le Rêve de Laura                   | Sur la place    | 11:56    |
| 6. | Opération Tango                    | Sur la place    | 9:55     |
| 7. | La Muerta del Angel (CD seulement) | Sur la place    | 4:02     |

## Contributeurs
- Astor Piazzolla - bandonéon, piano
- Gary Burton - vibraphone, mixage
- Horacio Malvicino - guitare
- Hector Console - guitare basse
- Pablo Ziegler - piano
- Fernando Suárez Paz - violon
- Nesuhi Ertegün - producteur
- David Richards - ingénieur du son
- Don Puluse - mixage
- Fernando González - notes
- Georges Brunswick - photos